# Javier Fornell
Francisco Javier Fornell Fernández (n. Cádiz, 6 de diciembre de 1978) es un novelista, gestor cultural e historiador español especializado en linajes y familias en la Baja Edad Media. Articulista en el grupo Vocento.

## Biografía
Fco. Javier Fornell Fernández se licenció en Historia en el año 2000 y obtuvo su doctorado Cum Lauden en Historia Medieval en 2016 con la tesis Linajes y familias bajomedievales en el ámbito de la Bahía de Cádiz. Siglos XIII a XV, dirigida por Arturo Morgado García y Rafael Sánchez Saus, ambos en la Universidad de Cádiz. Su ámbito de investigación es la sociedad y linajes bajo medievales, especialmente en el ámbito gaditano. Habiendo publicado diversos artículos, tanto divulgativos como científicos, en diversas revistas.
También ha publicado varios libros, entre los que destacan Linajes Gaditanos en la Baja Edad Media. Estos trabajos de investigación los ha compatibilizado con tarea como coordinador de proyectos de la Universidad de Massachusetts en España (2013-2018), labor que también realizó en Hunter College de Nueva York durante el año 2019, y con la docencia en la Universidad de San Dámaso, extensión Cádiz (2012-2018). En 2017 fundó la empresa Sur Tour, de turismo experiencial basado en la filosofía slow travel, comenzando su actividad docente en la Universidad Antonio de Nebrija, en los masters de profesorado y TICs.
Esta faceta de historiador la compagina con la de escritor. Sus trabajos más conocidos han sido para las editoriales españolas Ediciones Mayi, donde ha publicado sus novelas históricas Llamadme Cabrón. Historia de un pirata y Lanza y oro; y Kaizen Editores en la que ha publicado El asesino de la lista. Amante de los animales, su faceta menos conocida se encuentra en sus estudios cinológicos que viene publicando desde el año 2017 en la página web Toppercan.
En diversas ocasiones ha mostrado un interés real en la divulgación histórica, lo que le ha llevado a colaborar asiduamente en programas de televisión local, como El Farol de Onda Cádiz. Desde el año 1997 hasta 2010 este interés por la divulgación quedó plasmado en la Asociación Ubi Sunt? en la que coordinó diversas revistas y de la que es cofundador junto a los historiadores Ángel Quintana y Fco. Glicero Conde.
En 2019 inicia una nueva andadura literaria al frente de Kaizen Editores, una editorial que defiende la literatura sostenible y la necesidad de controlar el número de volúmenes editados en papel con el objetivo ser responsables con el medio ambiente, junto a su socio Daniel Lanza Barba.

## Premios
Fco. Javier Fornell Fernández ha sido galardonado con el I y III Premio de Investigación Hades, (2006 y 2008 respectivamente, en el segundo caso por dos trabajos) y recibió un ascesit en el III Premio de Investigación Hades (2010), promovido por la Universidad de Cádiz, el Ayuntamiento de Cádiz y Cemabasa.

## Obra
Su obra se divide en ficción y no ficción. En el primer caso, Javier Fornell muestra un lenguaje rápido y ágil. Centrado en la novela histórica, el escritor Jesús Maeso de la Torre ha llegado a decir que guarda lo mejor de Umberto Eco en la creación de la atmósfera y de Arturo Pérez Reverte en la facilidad para narrar las aventuras, lo que ha permitido que sus obras hayan tenido una gran acogida. En palabras del autor busca dar a conocer de forma amena una de las épocas más desconocidas de la historia andaluza. En 2017 hizo su primera incursión en el mundo infantil con el libro por encargo "Una vaca vasca" en el que recoge historias y leyendas del País Vasco en cuentos cortos narrados a través de los ojos de una vaca.
En el campo de la no ficción, ha centrado sus estudios en la sociedad gaditana de la Edad Media, especialmente en el desarrollo de las familias y linajes que formaron parte de la ciudad de Cádiz en los siglos XIII a XVI.

### Ficción
- 2010 - Llamadme Cabrón. Historia de un pirata. Ediciones Mayi.
- 2013 - Lanza y oro. Desventuras de Pedro Cabrón. Ediciones Mayi.
- 2013 - «El seguro de vida» en 13 Puñaladas. Dos mil locos editores.
- 2014 - «La reina niña» en Vampiralia.
- 2017 - "Una vaca vasca. Cuentos del País Vasco." Lan Mobel Home.
- 2017 - «Cruce de caminos» en Murillo. Retrato de un genio. Editorial Perímetro.4
- 2021 - Guía mitológica de Cádiz. Kaizen Editores[10]
- 2023 - Tanguillos de muerte, Kaizen Editores.

### Traducciones
- 2020 - Rupert de Hentzu. Kaizen Editores.
- 2021 - Walden o la vida en los bosques. Kaizen Editores
- 2023 - Memorias póstumas de Brás Cubas. Kaizen Editores
- 2024 - Carta de una desconocida. Kaizen Editores
- 2023 -  Momentos estelares de la Humanidad. Kaizen Editores
- 2023 - Autobiografia de Benjamín Franklin. Kaizen Editores

### No ficción
- 2006 - Moreno Tello, Santiago; Viíñez, Antonia. Edición: Fco. Javier Fornell: Magia, Brujería y Esoterismo en la Historia. Asociación Cultural Ubi Sunt. ISBN 84-611-3837-6.
- 2009 - Historia del Puerto de Santa María desde su incorporación a los dominios cristianos en 1259 hasta el año mil ochocientos: Ensayo de una síntesis. (Fuentes para la Historia de Cádiz y su provincia). ISBN 84-982-8109-1.
- 2010 - Linajes gaditanos en la Baja Edad Media: Breve estudio de la oligarquía local (siglos XIII-XV). ISBN 849828256X.
- 2020 - El Cádiz medieval a través de sus familias. Estudios de los linajes gaditanos del siglo XIII al XVI. ISBN 9788412278125

#### Capítulos de libro
- 2009 - Marginados, disidentes y olvidados en la historia. (Capítulo «Gaditanos en los conflictos dinásticos castellanos de fines del XV: Juan Sánchez de Cádiz y Antón Bernal»). Asociación Cultural Ubi Sunt? ISBN 978-84-9828-253-5.
- 2011 - Héroes y Villanos en la Historia. (Capítulo 9, «Eduardo de Woodstock: un Lancelot en la Corte de Pedro el Cruel»). Centro del Profesorado de Jerez y Asociación Cultura Ubi Sunt. ISBN 978-84-614-9953-3.

#### Artículos
- 2005 - De Alfonso X al Emporio del Orbe. Cádiz en la baja Edad Media en Ubi Sunt?: Revista de historia, 1139-4250, N.º 18; pp. 8-13.
- 2008 - El control de la Iglesia como fuente de poder en la Baja Edad Media: los Argumedo Gaditanos en Ubi Sunt?: revista de historia, 1139-4250, N.º 23; pp. 122-130.
- 2008 - La entrada en la cristiandad como factor dinamizador del comercio gaditano en la Baja Edad Media en Ubi Sunt?: revista de historia, 1139-4250, N.º 22; pp. 49-62. 2011.
- 2010 - Los Fonte en Cádiz: un ejemplo de comerciantes catalanes en Andalucía en Trocadero: revista de historia moderna y contemporánea, 0214-4212, N.º 23; pp. 165-174.